# Зенгин, Толга
Толга́ Зенги́н (тур. Tolga Zengin; 10 октября 1983, Хопа, Турция) — турецкий футболист, игравший на позиции вратаря. Бронзовый призёр чемпионата Европы 2008 года в составе национальной сборной Турции.

## Карьера
Благодаря выступлениям в начале сезона 2006/07 заслужил вызов в сборную Турции на товарищеский матч с Люксембургом в августе 2006 года.
Во время Евро 2008 из-за отсутствия нескольких игроков, которые были не в состоянии играть из-за санкций или травм, главный тренер Фатих Терим дал понять, что Зенгин может быть использован в качестве полевого игрока. Сборная Турции в итоге добралась до полуфинала турнира, где уступила сборной Германии со счётом 2:3. Толга не сыграл на чемпионате Европы ни одного матча.

## Достижения
«Бешикташ»
- Чемпион Турции: 2015/16, 2016/17